# Mithril
Mithril är en fiktiv metall i J.R.R. Tolkiens sagovärld Midgård. Den är silverfärgad, mycket lätt att bära men samtidigt mycket hård och därför synnerligen svår att bearbeta. Den kan heller inte angripas av luft, det är alltså en ädelmetall som inte oxiderar. Namnet mithril kommer ur två ord från sindarin; mith, med betydelsen "grå" och ril, med betydelsen "glitter", "glittrig". På quenya heter den mistarille. Metallen hade även namn som sann-silver (true-silver) och Moriasilver.
Metallen var extremt sällsynt och hade bara funnits på tre ställen i Midgård; på den västra kontinenten Aman (alvernas hem), på den sedan i slutet av den Andra Åldern sjunkna ön Númenor samt i den stora gruv- och stadskomplexet Moria (Khazad-Dûm), byggt av dvärgarna. På de två första platserna fanns bara små mängder av metallen att tillgå, i Moria en gigantisk nedåtgående åder. Det var endast dvärgarna som lärde sig att behärska metallen fullständigt, en konst de inte delade med sig. Inte heller deras namn på metallen avslöjades utan hölls hemlig.
Det var i sin iver efter den åtråvädra metallen och den rikedom den gav som dvärgarna grävde alltför djupt i bergen under Moria och väckte den balrog som slumrade där, samme balrog som senare blev stadens baneman och öde. När väl Moria var förlorat och tillgången till metallen strypt blev mithrilen ovärderlig. Gandalf nämner också för Frodo att hans mithrilväst är värd mer än hela Fylke.
Bilbo får i boken Bilbo - En hobbits äventyr en skjorta av mithril i gåva av dvärgen Torin Ekenskölde i skattkammaren inne i berget Erebor. I filmen får han den dock när dvärgarna förbereder sig för strid mot Thranduils alvhär från Mörkveden. Den ges sedan vidare till hans släkting Frodo när denne skall bege sig ut på uppdraget att förstöra Saurons ring i Domedagsberget. Skjortan räddar Frodos liv när han blir spetsad av ett spjut från en anfallande orkhövding i slaget i Mazarbuls kammare i Moria och senare i berättelsen träffas han vid två tillfällen av pilar. Gríma Ormstunga försöker slutligen sticka ned honom med en kniv, men även denna gång räddar brynjan Frodos liv. Mithril värderades till tio gånger värdet av guld så länge det kunde brytas i Morias gruvor.